# 梁永 (共产党员)
梁永（1904年—1927年)，原名永坤，字精邦（金邦），革命烈士。
1922年，梁永到镇江小学就读，后升入镇江江淮中学、崇德中学。
1925，五卅惨案发生后，梁永投入到反帝爱国运动中。同年底，梁永加入中国共产党。此后，他积极发展党团员和公会成员。
1927年，中共南京地委开会时会场被蒋介石的侦缉队包围，梁永被捕。三四天后被杀害，遗体被抛入秦淮河中。